# Wacław Trutwin
Wacław Paweł Trutwin (ur. 11 września 1932 w Rudzie) – polski profesor nauk technicznych. Specjalizuje się w zagadnieniach z zakresu górnictwa i geologii inżynierskiej (w tym aerologii górniczej, metrologii i mechanice górotworu). Członek korespondent Polskiej Akademii Nauk od 1991 roku, członek rzeczywisty od 2004 roku. Pracownik Instytutu Mechaniki Górotworu PAN oraz Instytutu Technik Innowacyjnych EMAG. Przewodniczący Rady Naukowej Instytutu Gospodarki Surowcami Mineralnymi i Energią PAN.
Absolwent Akademii Górniczo-Hutniczej im. Stanisława Staszica w Krakowie (rocznik 1957). Tytuł profesora nadano mu w 1974 roku. Współautor książki pt: "Kopalniane pomiary wentylacyjne", wydanej w 1992 roku nakładem katowickiego Wydawnictwa Śląsk.

## Nagrody i odznaczenia
Najważniejsze nagrody i odznaczenia m.in.:
- Nagroda im. profesora Witolda Budryka II stopnia Akademii Górniczo-Hutniczej (1969),
- Złoty Krzyż Zasługi (1977),
- Krzyż Kawalerski Orderu Odrodzenia Polski (1987),
- Odznaka Honorowa Ratownika Górniczego (1985),
- Odznaka „Zasłużony dla KGHM Polska Miedź” (2011).